# Estación de Würenlos
La estación de Würenlos es una estación ferroviaria de la comuna suiza de Würenlos, en el Cantón de Argovia.

## Situación
La estación se encuentra ubicada en el borde noroeste del núcleo urbano de Würenlos, cerca de la localidad de Flüe, contando con tres andenes, dos laterales y uno central, a los que acceden un total de tres vías pasantes.
Al oeste de la estación, la línea se bifurca en dos ramales, uno en dirección noroeste que conduce a la estación de Wettingen, y posteriormente a la estación de Baden, y el otro ramal en dirección sur hacia la estación de Killwangen-Spreitenbach. En términos ferroviarios, el apeadero se sitúa en la línea Wettingen - Effretikon, además de ser el origen del ramal hacia Killwangen-Spreitenbach. Sus dependencias ferroviarias colaterales son la estación de Wettingen, extremo de la línea, y la estación de Otelfingen en dirección Effretikon.

## Servicios ferroviarios
El único servicio ferroviario existente en la estación es prestado por SBB-CFF-FFS, debido a que la estación está integrada dentro de la red de cercanías S-Bahn Zúrich, y en la que efectúan parada los trenes de una línea perteneciente a S-Bahn Zúrich:
- S 6 Baden – Regensdorf-Watt – Zúrich HB – Uetikon